# Allophylus bullatus
Allophylus bullatus là một loài thực vật thuộc họ Sapindaceae. Loài này có ở Cameroon, Nigeria, và São Tomé và Príncipe. Môi trường sống tự nhiên của chúng là vùng núi ẩm nhiệt đới hoặc cận nhiệt đới. Chúng hiện đang bị đe dọa vì mất môi trường sống.